# Сарка (приток Вилиги)
Сарка — река в России, протекает по Лодейнопольскому району Ленинградской области. Длина реки — 16 км.
Исток — у деревни Кальшеницы. Течёт сперва на север, у деревни Вязикичи приближается меньше чем на 100 метров к дороге Алёховщина — Тервеничи, после чего поворачивает на запад.
Впадает в Вилигу с правого берега, юго-западнее Алёховщины, в 7,3 км от устья Вилиги.

## Данные водного реестра
По данным государственного водного реестра России относится к Балтийскому бассейновому округу, водохозяйственный участок реки — Свирь, речной подбассейн реки — Свирь (включая реки бассейна Онежского озера). Относится к речному бассейну реки Нева (включая бассейны рек Онежского и Ладожского озера).
Код объекта в государственном водном реестре — 01040100812102000013215.